# Nagroda Literacka im. Lao She
Nagroda Literacka im. Lao She (chiń. 老舍文学奖; pinyin Lǎo Shě Wénxué Jiǎng) – jedna z głównych chińskich nagród literackich, przyznawana od 2000 roku.
Nazwa nagrody pochodzi od nazwiska chińskiego pisarza Lao She. Nagroda przyznawana jest lokalnym pisarzom z Pekinu lub publikującym w miejscowym czasopismach.